# Rhododendron westlandii
Rhododendron westlandii là một loài thực vật có hoa trong họ Thạch nam. Loài này được Hemsl. miêu tả khoa học đầu tiên năm 1889.